# División Sudeste de la NHL
La División Sudeste de la NHL fue creada en 1998 como parte de la Conferencia Este con motivo de una expansión de la liga. Se disolvió en 2013, cuando Carolina y Washington dejó por la División Metropolitana; Florida y Tampa Bay por la División Atlántico; y Winnipeg por Conferencia Oeste y División Central. 

## 2011-2013
- Carolina Hurricanes
- Florida Panthers
- Tampa Bay Lightning
- Washington Capitals
- Winnipeg Jets

## Composición de la división a través de la historia

### 1998-1999
- Carolina Hurricanes
- Florida Panthers
- Tampa Bay Lightning
- Washington Capitals

#### Cambios para la temporada 1997-1998
- Los Carolina Hurricanes se incorporan desde la División Noreste.
- Florida Panthers, Tampa Bay Lightning, y Washington Capitals vienen desde la División Atlántico.

### 1999-2011
- Atlanta Thrashers
- Carolina Hurricanes
- Florida Panthers
- Tampa Bay Lightning
- Washington Capitals

#### Cambios para la temporada 1998-1999
- Los Atlanta Thrashers se añaden como nuevo equipo.

### 2011-2013
- Carolina Hurricanes
- Florida Panthers
- Tampa Bay Lightning
- Washington Capitals
- Winnipeg Jets

## Campeones de División
- 1999 - Carolina Hurricanes
- 2000 - Washington Capitals
- 2001 - Washington Capitals
- 2002 - Carolina Hurricanes
- 2003 - Tampa Bay Lightning
- 2004 - Tampa Bay Lightning
- 2005 - Temporada suspendida por huelga de jugadores
- 2006 - Carolina Hurricanes
- 2007 - Atlanta Thrashers
- 2008 - Washington Capitals
- 2009 - Washington Capitals
- 2010 - Washington Capitals
- 2011 - Washington Capitals
- 2012 - Florida Panthers
- 2013 - Washington Capitals

## Ganadores de la Stanley Cup
- 2004 - Tampa Bay Lightning
- 2006 - Carolina Hurricanes